# Prax-Eishöhle
Die Prax-Eishöhle ist eine Höhle in den Loferer Steinbergen in Salzburg. Die Höhle befindet sich im östlichen Teil des Gebirges unter dem Kamm, der vom Großen Ochsenhorn nach Norden ausläuft. Sie ist etwa einen Kilometer lang. Als Durchgangshöhle besitzt sie zwei Eingänge. Der Haupteingang (47° 33′ 6,2″ N, 12° 40′ 7,6″ O) befindet sich oberhalb von Maria Kirchenthal in 1650 m Höhe und wird über den Schärdingersteig erreicht. Der zweite Eingang (47° 33′ 13″ N, 12° 39′ 58,4″ O) befindet sich unzugänglich auf der anderen Seite des Berges in der schwarzen Wand. Fast das ganze Jahr kann man in der Höhle bizarre Eisskulpturen bestaunen. Daher beträgt die durchschnittliche Temperatur in der Höhle nur kaum über 0 °C. Erforscht wurde die Höhle 1925 von Czoernig, Rullmann und Sporer. Die Höhle ist zugesperrt und kann nur nach vorheriger Anmeldung mit einem Höhlenführer besichtigt werden.